# 汪承詔
汪承詔（？—1650年代），字仲宣，號西源，寧國府寧國縣人，明朝、南明政治人物。

## 生平
汪承詔是天啟七年（1627年）應天鄉試舉人，崇禎四年（1631年）成進士，授湖廣湘陰縣知縣，調武昌縣，遷廣東道監察御史。
崇禎十二年（1639年）正月，清兵入關襲擾，攻破濟南，德王朱由樞被俘，派宦官王朝進、張福祿等人從廣寧入朝上書，請求和談。汪承詔上疏說：「將上書燒掉，不要外傳，並把王朝進等人發配遠方，無法與敵方通訊。萬一皇上顧念宗親，可以另外派遣邊境的人適量給予用品，說明恩德。若說：『德王不幸，社稷失守，遠走沙漠，但願戎狄除去災禍，加以降禮，德王應該優遊塞外，以終天年。皇上已撫養王嗣繼承爵位，待其成長就會帶領軍隊守在邊疆，發泄王憤。』這樣對方一定明白朝廷大義，可斷絕敵方貪婪和欺侮。」。
上奏報聞後，改任汪承詔為河南道御史，巡按湖廣，為楊嗣昌監軍。到楊嗣昌生病，他前往荊州輸調兵糧分配各將令。不就朝廷將他革職，他為求立功贖罪，請求調用施州土司兵。回北京後，李自成點名錄用，他拒絕並回到南京，起用故官；南京失陷後歸鄉。鄭成功攻南京，他計劃充當內應，被擒拿到南京殺害。

## 引用
1. ↑  《崇祯四年辛未科三百五十名进士履历》：汪承詔，西源，易五房，庚子六月二日生。宁国人，丁卯七十九，會八十七，三甲一百四十四名。吏部政，授武昌知县，癸酉本省同考，己卯考选，授廣東道御史，巡视北城运河、巡按湖广。曾祖昊。祖润。父文英。
2. 1 2  錢海岳《南明史·卷三十三·列傳第九》：汪承詔，字仲宣，寧國人。崇禎四年進士。授湘陰知縣，調武昌，遷廣東道御史。德王由樞陷清，遣中官王朝進、張福祿等人上書自廣寧入，請款虜。承詔疏言：

  宣火其書，勿令傳外，朝進等編置遠方，毋浪傳敵信。萬一皇上展親之念篤，宜別遣邊人，量賚用物，俾申德意。若曰：「王不造，失守社稷，遠播沙漠，庶幾戎狄悔禍，降禮有加，王宜優遊塞外，以終天年。朕已撫王嗣，俾纘舊服，俟其成立，當使自將待邊，以泄王憤。」如此庶彼知朝廷大義，可絕其垂涎，杜其凌侮。
3. ↑  嘉慶《寧國府志·卷六·選舉表》：（天啟）丁卯科（舉人）……汪承詔 見進士
4. ↑  錢海岳《南明史·卷三十三·列傳第九》：報聞，改河南道，巡按湖廣，為楊嗣昌監軍。嗣昌病，至荊州調兵食，便宜分佈諸將。尋命革職，立功自贖，請調施州土司兵。回京，李自成點用，堅拒南歸，起故官。南京亡歸。鄭成功攻南京，謀內應，執至南京死。